# Don Argue
Don Argue (* 1939 in Winnipeg) ist ein US-amerikanischer evangelikaler Geistlicher und ehemaliger Präsident der National Association of Evangelicals (NAE).
Argue schloss sein Studium am Central Bible Institute in Springfield ab. Zudem absolvierte er erfolgreich Studien an der Santa Clara University und der University of the Pacific.  Danach leitete er den Bereich Evangelisation bei Teen Challenge in New York City, einer Jugendbewegung der Pfingstkirchen. Später arbeitet er als Pastor in verschiedenen Kirchen in San José und Morgan Hill. Nach einer Anstellung als Hochschulpastor an der Evangel University in Springfield wurde er im Jahr 1979 der Rektor des North Central College in Minneapolis. Am 13. Dezember 1994 wurde er in einer offenen Abstimmung zum Geschäftsführer der NAE gewählt und trat die Stelle am 1. April 1995 an. Während seiner Amtszeit war Argue darum bemüht, die Verbindung der etwa 43.000 evangelikal geprägten Kirchengemeinden zur Religiösen Rechten zu lockern und engere Beziehungen zu anderen evangelischen Kirchen, darunter den Mainline-Kirche, aufzubauen.
Argue bemühte sich, die Arbeit der NAE neu zu beleben und dadurch der Zersplitterung innerhalb der evangelikalen Bewegung entgegenzuwirken. Zudem engagierte er sich für eine Aussöhnung der Rassen innerhalb der evangelikalen Bewegung. Argue verließ die NAE im Jahr 1998, um Präsident der Northwest University in Kirkland zu werden, deren Kanzler er seit 2007 ist.